# Трёссинг
Трёссинг (нем. Trössing) — коммуна (нем. Gemeinde) в Австрии, в федеральной земле Штирия. 
Входит в состав округа Радкерсбург.  Население составляет 291 человек (на 31 декабря 2005 года). Занимает площадь 4,16 км². Официальный код  —  6 15 19.

## Политическая ситуация
Бургомистр коммуны — Маркель Вальх по результатам выборов 2005 года.
Совет представителей коммуны (нем. Gemeinderat) состоит из 9 мест.
- АНП занимает 4 места.
- местный список: 4 места.
- местный список: 1 место.